# 南越後觀光巴士
南越後觀光巴士株式會社（日语：／）是一間設有一般巴士路線和租賃巴士業務的公司。英文簡稱「MEK」。

## 概要
在1987年12月，承繼了越後交通部分路線而成立公司。
公司主要是在新潟縣魚沼地方經營巴士業務，部分路線會駛入長野縣（榮村）。

## 營業所
- 總部·六日町營業所：新潟縣南魚沼市美佐島1603
- 湯澤營業所：新潟縣南魚沼郡湯澤町神立奈良山45-1
- 小出營業所：新潟縣魚沼市井口新田樋下546-1
- 津南營業所：新潟縣中魚沼郡津南町大字蘆崎甲1336-3
- 十日町車庫（位於越後交通十日町營業所內）

## 巴士站編號

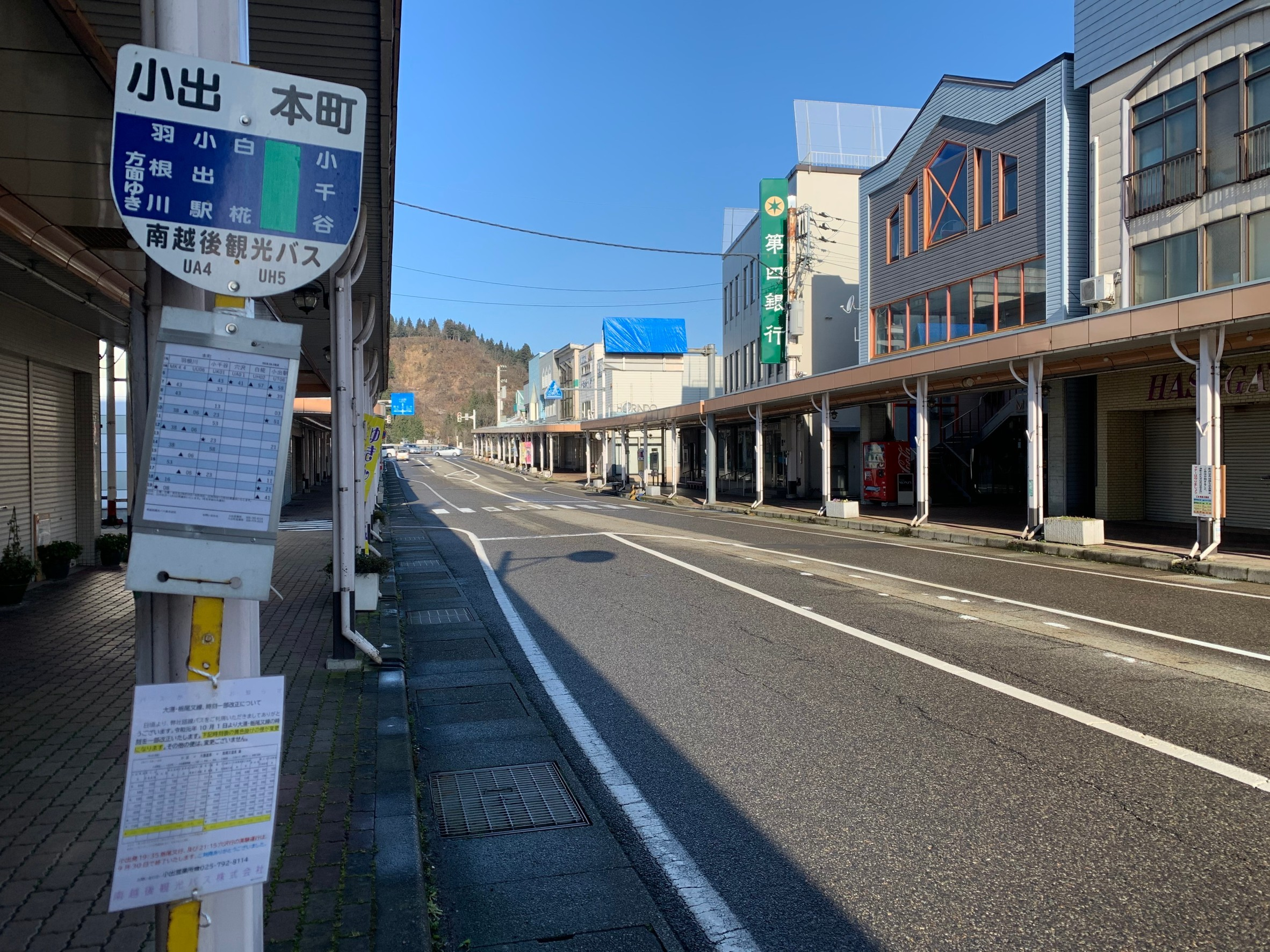
在時間表欄中，標示在巴士站的編號（2020年3月）

南越後觀光巴士是在中越地方的巴士公司中，最早引入車站編號的公司。（越後交通只有在2020年3月31日廢除的十日町車庫 - 小白倉線中設有巴士站編號）
關於引入的經過。在2010年，雪國觀光圈展開了「發展吸引外國人的觀光地點項目」。在經過會議後，制定了「為了對應國際觀光客而設計的資訊標誌維護規則手冊」（2012年3月）和「巴士站符號化手冊」（2013年3月）。因此公司便跟隨這些規則。
巴士站編號 是由兩個英文字與兩個數字組成。
第一個英文字是行走區域，第二個英文字是路線方向的頭文字（目的地或設施），數字是巴士站順序的編號。
例如清津峽入口巴士站（十日町市）之編號是：
| Y | S | 12 |
| - | - | -- |

（該巴士站的路線主要是在湯澤町內行走，因此第一個英文字是「Yuzawa」的頭文字『Y』。由於巴士站方向是榮村方向，因此第二個英文字是「Sakae」的頭文字『S』。而數字是距離起點湯澤車庫的第X個巴士站）
需要注意的是巴士站編號只於巴士站上記載，巴士車身不會顯示編號。

## 圖庫

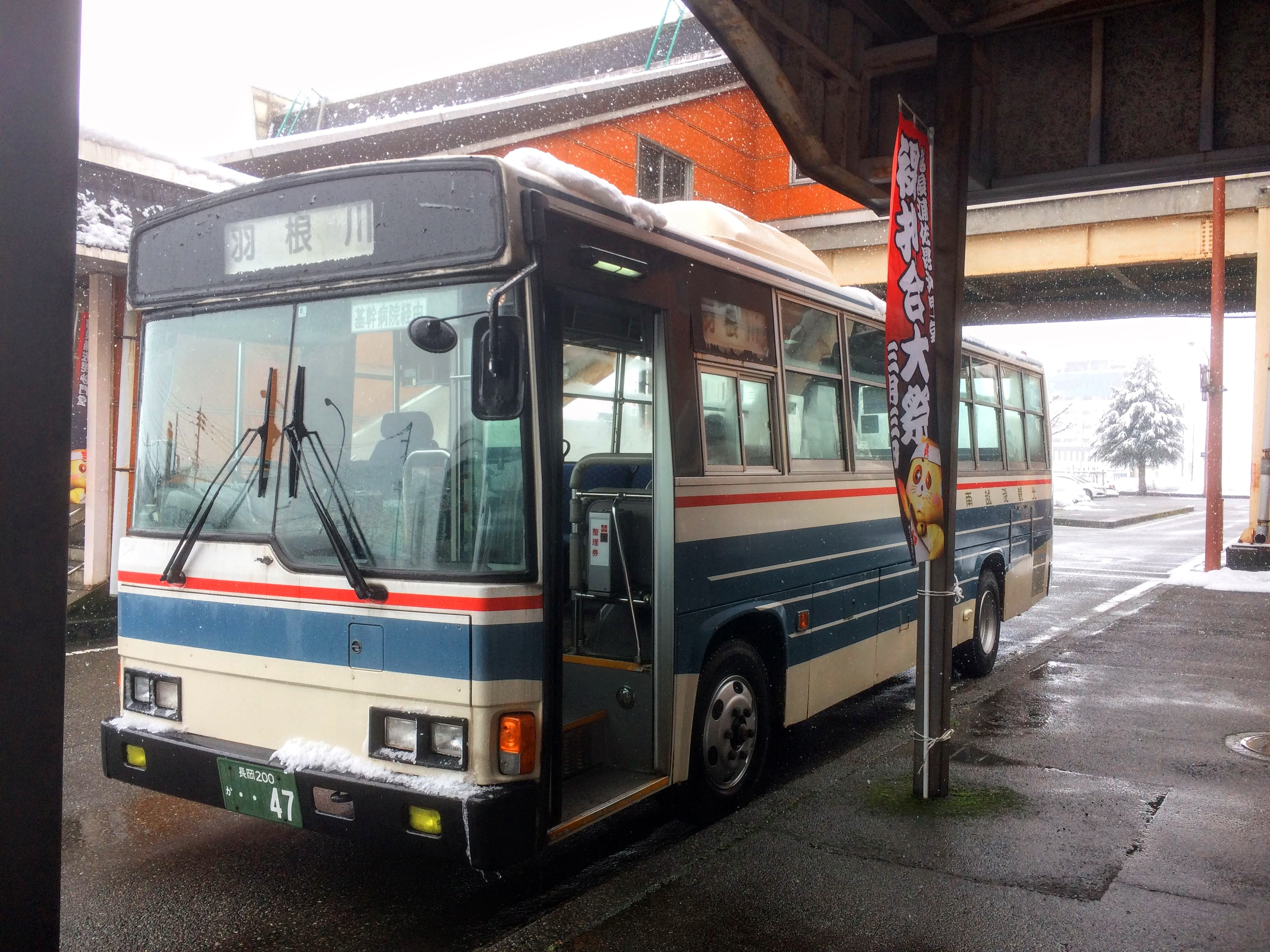
「hi-lite」色車輛（浦佐站東口巴士總站）

## 營業路線
除了新潟縣南部上越新幹線與上越線車站外，北北線、只見線、飯山線的車站前也有南越後觀光巴士路線到發。從越後湯澤站出發前往榮村（森宮野原站前）的路線是跨越新潟和長野縣的唯一「急行巴士」。
「※」的路線是地域之間的幹線系統，路線由國家和新潟縣補貼。

### 湯澤營業所
- YN 湯澤＝三俁＝貝掛溫泉（日语：貝掛温泉）＝苗場王子酒店（日语：苗場プリンスホテル）＝淺貝＝西武水晶 線

魚沼市·南魚沼市·湯澤町內的巴士路線圖

連接越後湯澤站、神樂滑雪場（日语：かぐらスキー場）（三俁・田代）和苗場滑雪場（日语：苗場スキー場）一帶等度假地方之主要交通工具。在冬季為了運送乘客前往兩個滑雪場，因此會增加急行班次。
- YD 湯澤＝湯澤學園（日语：湯沢学園）＝小坂＝谷後＝旭原＝大源太 線
途經岩原滑雪場（日语：岩原スキー場）與大源太峽谷等觀光地點。
- YT 湯澤＝湯澤學園（日语：湯沢学園）＝中里＝土樽 線
路線大致上與上越線並行，連接越後中里站和土樽站方向。從前平日部分班次會前往蓬橋（土樽站附近），在2019年取消。
- MY 湯澤＝鹽澤＝六日町 線 ※
六日町營業所也行走該路線。設有途經舞子或新國道（國道17號）的班次。
湯澤車庫前 - 湯澤站前 - 石打站角 - 下舞子 - 鹽澤站角 - 六日町車庫
湯澤車庫前 - 湯澤站前 - 石打站角 - 中之島入口 - 鹽澤站角 - 六日町車庫
- YS 湯澤車庫 - 越後湯澤站 - 清津峽（日语：清津峡）入口 - 山崎 - 津南 - 森宮野原站
津南營業所也行走該路線。該巴士途經清津峽（日语：清津峡）的入口。途經國道353號（日语：国道353号）十二峠，當該山嶺禁止通行，巴士將會改經以下路線。
湯澤車庫前 - 越後湯澤站 - 石打站角 - （經大沢峠） - 山崎 - 津南 - 森宮野原站
在盂蘭盆節和紅葉季節設有從越後湯澤出發前往清津峽溪谷的直達臨時巴士。該臨時巴士會駛入清津峽溪谷內。
越後湯澤站 -（不停站） - 清津峽入口萬年橋（日语：清津峡） - 清津峽溪谷
- 舊小學＝湯澤站＝湯澤學園 線

### 六日町營業所
- MK 六日町＝浦佐＝小出 線 ※
大致上與上越線並行。大部分路段在國道17號上行走。於浦佐站西口到發。
- MU 六日町＝野田＝五日町＝大崎＝浦佐 線
在中途站「麓」設有路線分支，分別前往八海中學（日语：南魚沼市立八海中学校）方向和浦佐站東口方向。
六日町站前 - 野田 - 五日町站前 - 麓 - 大崎中央 - 浦佐站東口
六日町站前→野田 - 五日町站前 - 麓 - 八海中學
- MH 六日町＝上原＝山口＝八海山滑雪場 線
山口 - 八海山滑雪場（日语：六日町八海山スキー場）只於部分季節行走。
- MD 六日町＝宮村＝野中 線
- MS 六日町＝澤口＝清水 線
大部分路段在國道291號（日语：国道291号）上行走。部分班次途經鹽澤站周邊。
- MM 六日町＝AEON六日町店＝六日町車庫 線
- MB 六日町＝南魚沼市民醫院（日语：新潟大学地域医療教育センター・魚沼基幹病院#南魚沼市民病院） 線
- MY 湯澤＝鹽澤＝六日町 線 ※
湯澤營業所也經營此線。

### 津南營業所

津南町內與周邊巴士路線圖

- TY 十日町＝高島＝鉢 線
- TT 十日町＝中里＝津南 線
大部分路段於信濃川右岸的國道117號（日语：国道117号）上行走。但是部分班次途經信濃川左岸的宮中。
十日町車庫前 - 中里支所 - 山崎 - 津南營業所前
十日町車庫前 - 宮中三叉路 - 山崎 - 津南營業所前
- TT 津南＝上段＝源內山 線
在2017年9月前，此站與十日町＝中里＝津南 線曾經是一條路線（津南原線）。只於平日行走。
- NA 津南＝反里口＝見玉 線
在見玉轉乘預約型合乘的士前往秋山鄉（日语：秋山郷）方向。
- NS 津南＝津南站＝鹿渡新田 線
於信濃川左岸行走。在2022年10月1日起只於平日行走。
- NN 津南＝相吉＝中子 線
連接河階上下段。
- NH 津南＝宮野原＝百之木 線
部分班次駛入森宮野原站。
- YS 湯澤車庫 - 越後湯澤站 - 清津峽（日语：清津峡）入口 - 山崎 - 津南 - 森宮野原站
湯澤營業所也經營此線。

### 小出營業所
- UH 小出＝上條＝貫木・穴澤 線
大致上與只見線並行。在2018年9月前設有前往大白川的班次[4]。
- UA 小出＝下倉＝廣瀨站角＝小平尾＝白椛 線
只於平日行走。
- UU 小出＝干溝＝虫野＝荒金＝浦佐 線
只於平日行走。於浦佐站東口到發。
- UT 小出＝大湯溫泉＝栃尾又溫泉 線 ※
連接湯之谷溫泉鄉（日语：湯之谷温泉郷）的巴士路線。在夏季會設有後述的特急或急行班次。
- UK 小出＝川口＝小千谷 線 ※
大致上與上越線並行。大部分路段於國道17號上行走。
- 小出站前＝小出高校（日语：新潟県立小出高等学校） 線
- TS 十日町＝新水＝菅沼·後山 ＝浦佐站東口＝魚沼基幹醫院（日语：新潟大学地域医療教育センター・魚沼基幹病院） 線

在2022年4月起試行。(後山～魚沼基幹醫院 之間)

### 奧只見方向急行巴士
- UD ＜急行·特急＞浦佐站東口＝大湯·栃尾又＝銀山平（日语：銀山平）＝奧只見水庫 （經Sliver Line（日语：新潟県道50号小出奥只見線））

於夏季行走。在奧只見水庫可轉乘前往尾瀨口方向的定期渡船（預約制）。從定期渡船可再轉乘會津乘合自動車預約制路線，繼續前往會津方向。
- UG ＜急行＞小出＝大湯＝枝折峠（日语：枝折峠）＝銀山平 線

於夏季假日行走。

## 已取消路線

### 野澤溫泉線
- 湯澤車庫前 - 湯澤站前 - 清津峽入口 - 山崎 - 津南 - 森宮野原站前 - 野澤溫泉

只停靠部分巴士站的急行班次。曾經與長野電鐵（現時：長電巴士）聯營。在1990年11月30日起縮短至森宮野原站。

### 急行 越後湯澤・森宮野原線
- YS ＜急行＞ 湯澤車庫 - 越後湯澤站 - 清津峽入口 - 山崎 - 津南 - 森宮野原站

在2018年起，通過的巴士站數目開始減少，在2021年3月31日結束急行班次。同年4月1日起變為各站停車。

### 倉下線
- 十日町車庫前→中里支所→清津峽入口→倉下入口

曾經設有從十日町出發前往倉下的班次。取消日期不詳。
- TJ 倉下入口→清津峽入口→中里支所→十日町車庫前（早上每日單向一班）

停靠途中的東田尻上口和白羽毛上口巴士站，行走相同路線的急行森宮野原線會通過，因此只有此路線停靠。在2017年9月30日廢除。
雖然單向一日一班，但是也有獨立的編號「TJ」。
在倉下線廢除後，平日早上七時的越後湯澤→森宮野原線出發時間有所變更，在山崎巴士站可轉乘經宮中前往十日町的巴士。

### 十日町·津南線
- ※十日町車庫前→十日町站前→中里支所→津南→津南原（源內山）
- ※十日町車庫前 - 中里支所 - 津南 - 津南原（源內山）
- ※水口 - 十日町本町三丁目 - 中里支所 - 津南 - 津南原（源內山）（班次較少）
十日町 - 津南原的路線在2017年9月30日廢除。自此以津南為分界。

### 中家線
- 小出站前 - 七日市 - 中家

※2010年9月30日取消。

### 上稻倉線
- 小出營業所前 - 小出站角 - 堀之內站角 - 明神 - 上稻倉

※2010年9月30日取消。

### 新道島線
- 小出營業所前 - 堀之內站角 - 堀之內病院 - 新道島

※2010年9月30日取消。

### 六箇線
- 十日町車庫 - 十日町站前 - 二屋

※2018年3月31日取消

### 長里線
TH 十日町 - 關根 - 池之平 - 長里
六日町營業所也經營此線。在2017年10月1日起只於平日行走。
※2020年9月30日取消。

### 田代線
- 十日町站前 - 新屋敷 - 中里支所 - 田代

※2022年3月31日取消。

## 車輛的特徴

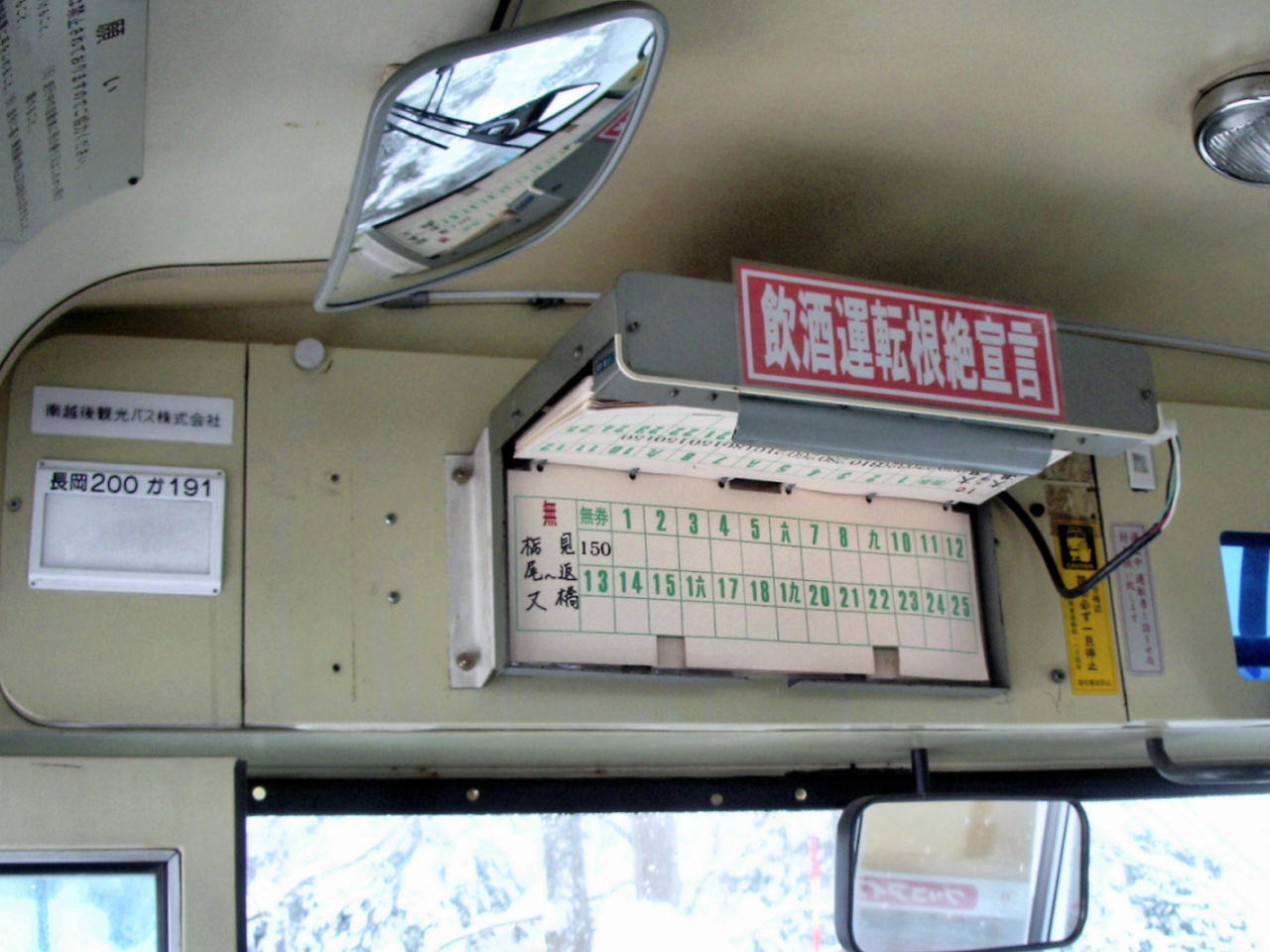
舊式的紙製車費顯示器

南越後觀光巴士所擁有的車輛基本上是與母公司越後交通相同。公司擁有從4間廠商製造的車輛。曾經這些車輛都是從越後交通繼承。在2010年代起開始從全日本各地購入二手車輛，主要的二手車輛都是來自東急巴士。而南越後觀光巴士也引入了一些讓人注目的二手車，例如北惠那交通的二手車。此外，南越後觀光巴士也開始引入無梯級巴士。
車身顏色方面，除了是使用越後交通色（銀色底配紅色線）外，也有巴士會使用「hi-lite」（即是白地配以海軍藍和白色線）。
另外，在前者顏色配搭的巴士車身上，在紅線上會寫上金色的「南越後觀光」公司名。由於部分南越後觀光巴士是來自越後交通，因此只需要在原本的「越後交通」中加上「南」便完成改裝。而在銀色底色上會寫上南越後觀光巴士英文簡稱「M.E.K.K.」。
從前於巴士內的車費顯示器中，會使用舊式紙製收費表，成為日本最後一間巴士公司使用這種車費顯示器。後來由於增加消費稅導致車費調整，這影響車費顯示器開始改為數碼式顯示。在平成20年代後旬便廢除了所有紙製收費表。
以下是南越後觀光巴士現時或曾經擁有二手巴士的來源： 
- 神鐵巴士（日语：神鉄バス）
- 東急巴士
- 千葉中央巴士（日语：千葉中央バス）
- 江之電巴士（日语：江ノ電バス）
- 遠鐵巴士（日语：遠鉄バス）
- 相鐵巴士（日语：相鉄バス）
- 神奈川中央交通（日语：神奈川中央交通）
- 京成巴士
- 千葉城市巴士（日语：ちばシティバス）
- 近鐵巴士（日语：近鉄バス）
- 千葉海邊巴士（日语：千葉シーサイドバス）
- 名鐵巴士（日语：名鉄バス）
- 名鐵東部觀光（日语：名鉄東部観光バス）
- 東武巴士
- 國際興業（日语：国際興業）
- 西武綜合企劃（日语：西武総合企画）

## 注腳
1. 1 2 3 4 5 6 7 8 9 10 11 12   (PDF). 雪国観光圏.   [2018年7月27日]. （原始内容存档 (PDF)于2018年7月27日） （日语）.
2. ↑  『誰でも安心して旅行できるバス停記号の便利な使い方』PDF - 雪國觀光圈.2018年11月11日參閱。
3. ↑   （页面存档备份，存于）→「交通・運輸」→「新潟県内のバス自家用有償旅客輸送」→「新潟県生活交通確保対策協議会」→「地方公共交通確保維持改善事業の事業評価について」→「別添１」
4. ↑  小出＝上条＝貫木・穴沢＝大白川 線PDF - 南越後観光バス.2018年11月11日閲覧。

## 外部連結
- 官方网站